# Helge Løvland
Helge Lövland (Noruega, 11 de mayo de 1890-Oslo, 26 de abril de 1984) fue un atleta noruego, especialista en la prueba de decatlón en la que llegó a ser campeón olímpico en 1920.

## Carrera deportiva
En los JJ. OO. de Amberes 1920 ganó la medalla de oro en la competición de decatlón, logrando 6803 puntos, por delante del estadounidense Brutus Hamilton (plata con 6771 puntos) y del sueco Bertil Ohlson (bronce con 6580 puntos).